# Gruppo astronauti JAXA 5
Il Gruppo astronauti JAXA 5 è formato da tre astronauti che la JAXA selezionò nel 2009. Nel febbraio del 2009 vennero selezionati Takuya Ōnishi e Kimiya Yui mentre nel settembre dello stesso anno Norishige Kanai. Iniziarono l'addestramento astronautico di base di due anni nel Johnson space center nell'aprile 2009 insieme al Gruppo 20 degli astronauti NASA, anch'essi selezionati nel 2009. Kanai si unì a loro al momento della sua selezione. Tutti e tre completarono l'addestramento nel luglio 2011, ottenendo la qualifica di astronauta. 

## Lista degli astronauti
- Norishige Kanai

Sojuz MS-07, Ingegnere di volo
Expedition 54/55, Ingegnere di volo
- Takuya Ōnishi

Sojuz MS-01, Ingegnere di volo
Expedition 48/49, Ingegnere di volo
SpaceX Crew-10, Specialista di missione
Expedition 73, Comandante
- Kimiya Yui

Sojuz TMA-17M, Ingegnere di volo
Expedition 44/45, Ingegnere di volo

## Galleria d'immagini

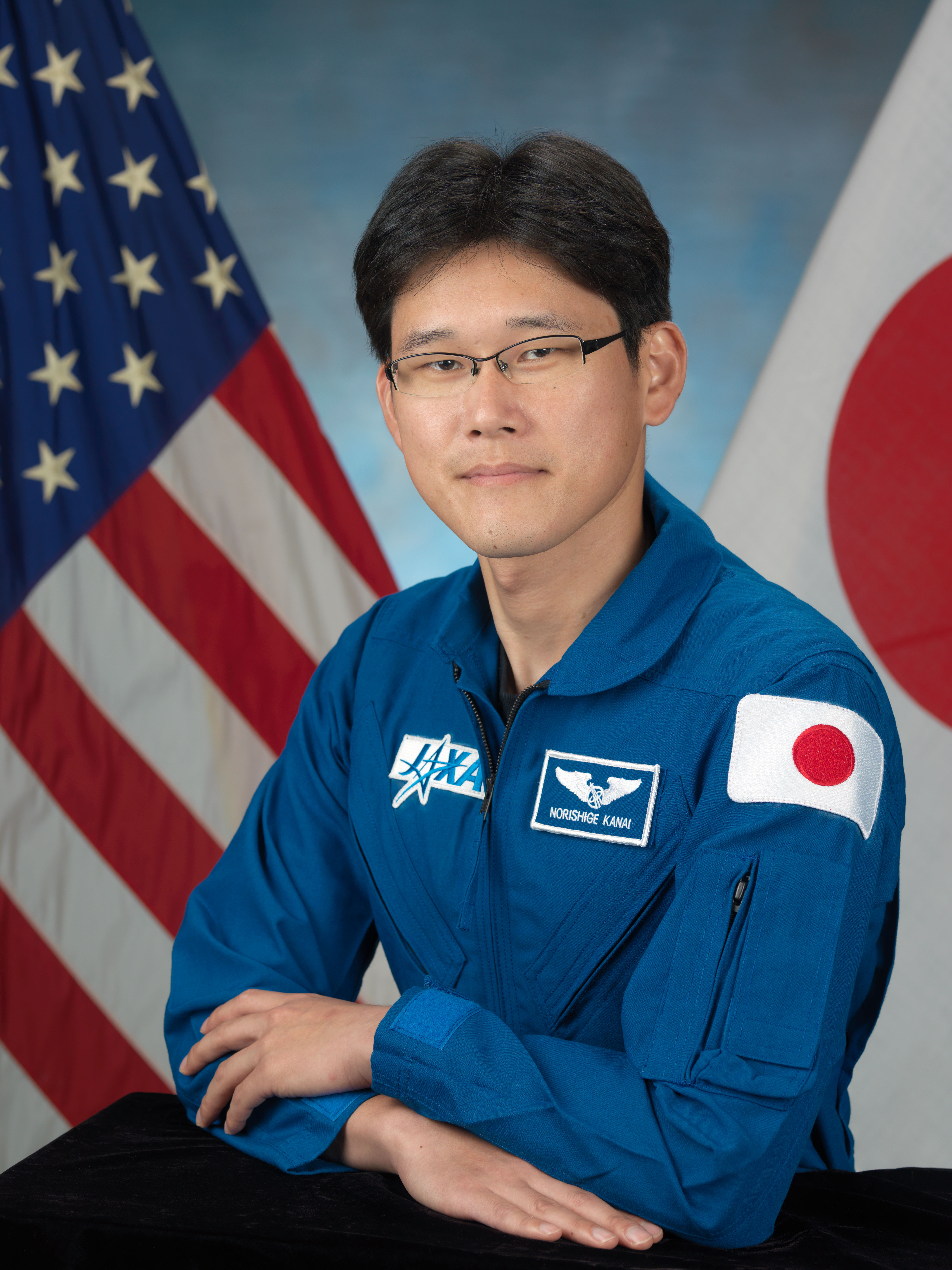
Norishige Kanai
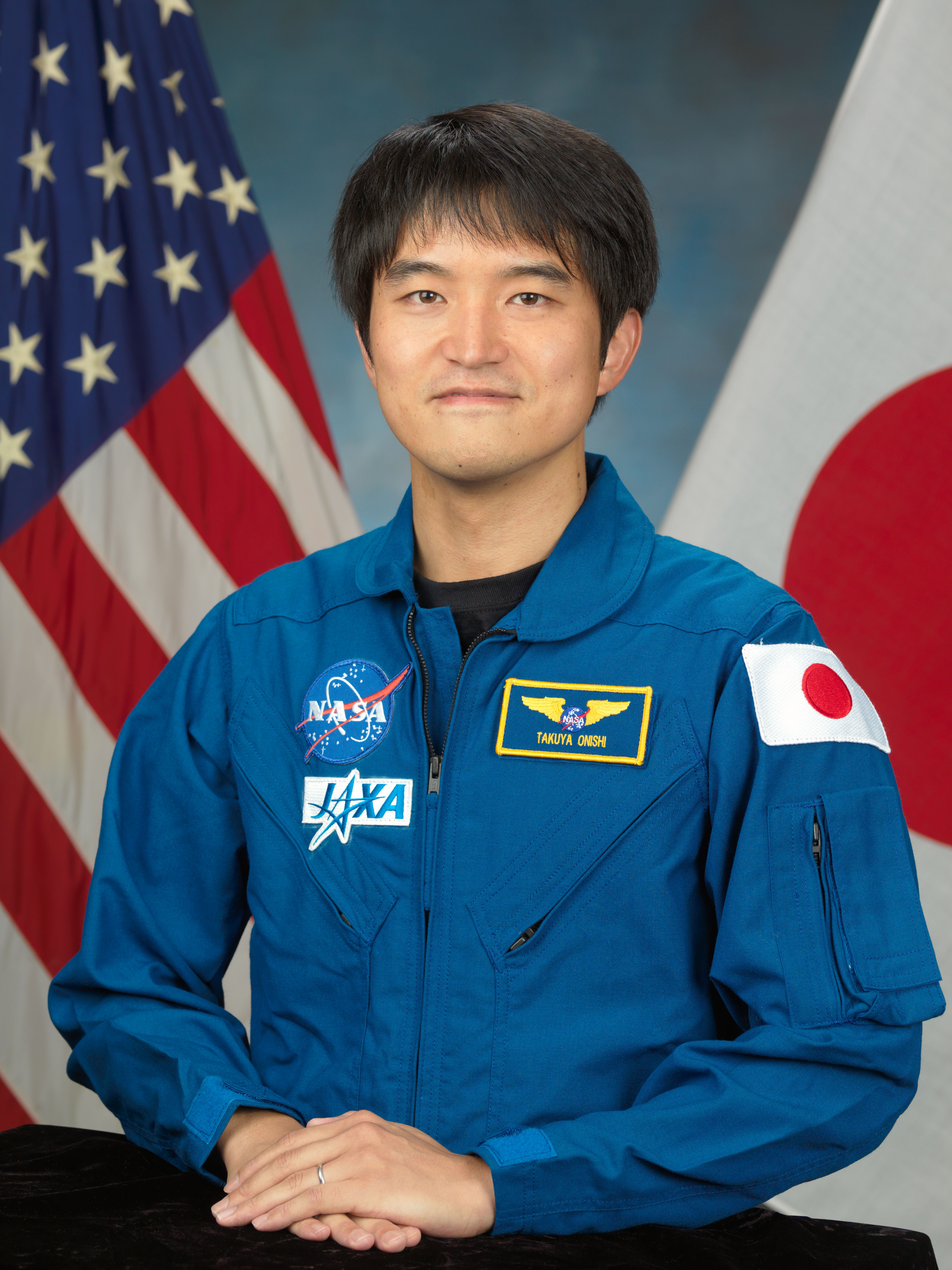
Takuya Ōnishi
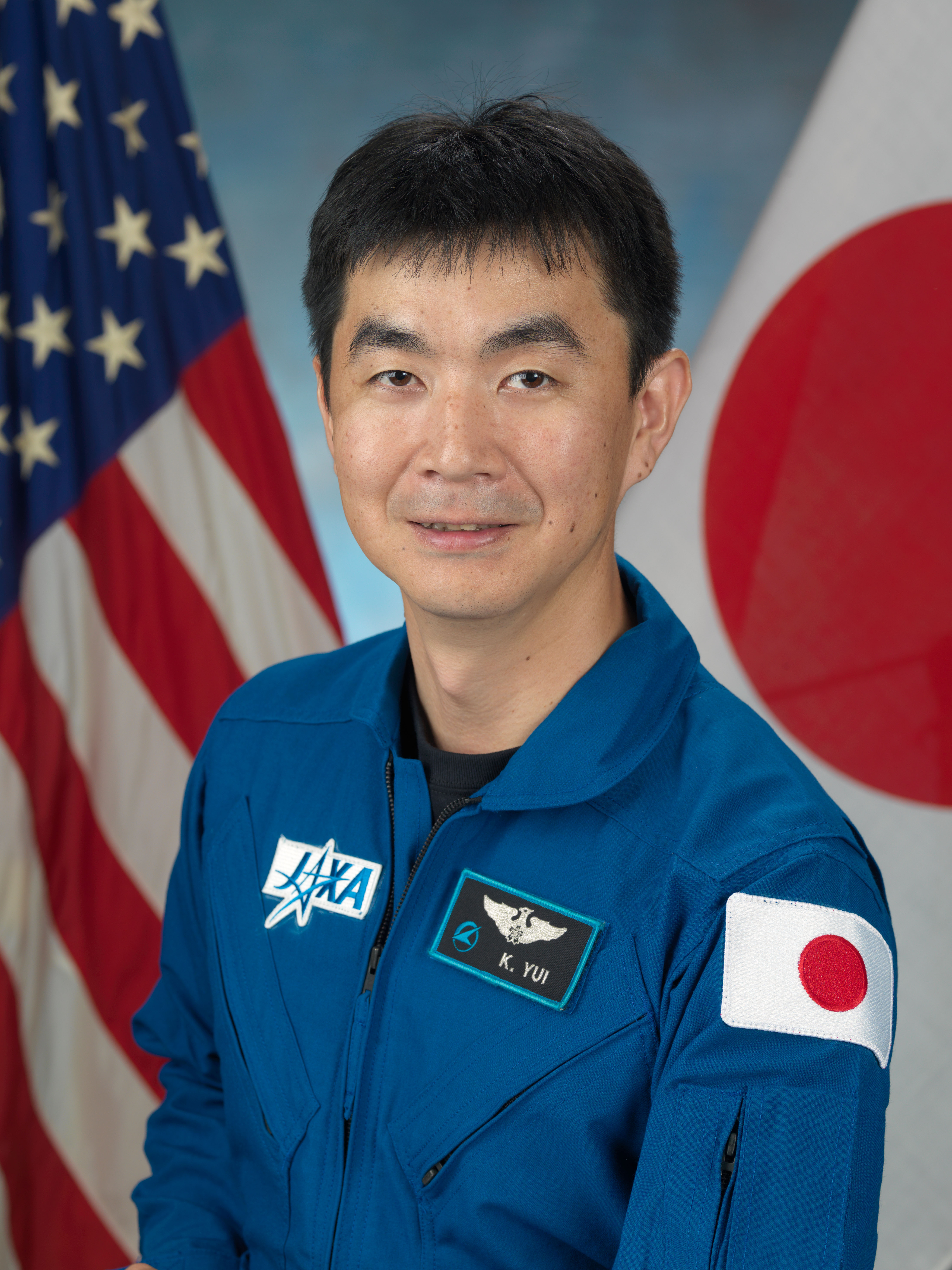
Kimiya Yui